# シカゴ科学産業博物館
シカゴ科学産業博物館（Museum of Science and Industry, Chicago）は、アメリカ合衆国イリノイ州シカゴにある博物館。ミシガン湖の近く、シカゴ南部のハイド・パーク地区にあるジャクソン・パーク内に所在。
建物は1893年開催のシカゴ万国博覧会においてパレス・オブ・ファイン・アーツとして使われたものである。ジュリアス・ローゼンウォルド(シアーズ・ローバック社社長、篤志家)からの寄贈を元に、1933年のシカゴ万国博覧会期間中に開館した。
多種多様な展示物には、炭鉱、第二次世界大戦中に鹵獲されたドイツの潜水艦U-505、ボーイング727、330平米の鉄道模型、流線型の高速列車パイオニア・ゼファー、NASAのアポロ8号計画で使われた宇宙船などがある。
2007年の入場者数はシカゴの文化施設の中で2番目。1998年以来、館長はデビッド・モセナ(David R. Mosena)が務める。

## 歴史
1893年開催のシカゴ万国博覧会におけるパレス・オブ・ファイン・アーツ(ファイン・アーツ・ビルディングとしても知られる)は、チャールズ・アトウッド(Charles B. Atwood)設計で、絵画や彫刻といった美術品の展示場として使われた。同万博は白く塗られた古典建築の建物から「ホワイト・シティ」の愛称が付いていたが、そのほとんどが木造を焼石膏で覆った造りだった中、パレス・オブ・ファイン・アーツはそれら他の建物と異なり漆喰塗りの煉瓦造りだった。そのため、万博終了後の大火事でほとんどの建物は焼失したが、この建物だけは無事だった。
同建物は万博終了後当初は「コロンブス博物館(the Columbian Museum)」として使用。これが後のフィールド自然史博物館に発展するが、同博物館は1920年にシカゴダウンタウン近くに移転し、パレス・オブ・ファイン・アーツの建物は空家となる。
その後はシカゴ美術館教授ロレイド・タフト(Lorado Taft)を中心に彫像の美術館とする活動があり、サウス・パーク地区委員会(現在のシカゴ・パーク地区の一部)では住民投票の結果、500万ドルの債券発行が修復工事を目的として認可された。しかし数年後にはパレス・オブ・ファイン・アーツの建物には新たな科学博物館が入ることとなった。
当時、シカゴ商業会(Commercial Club of Chicago)はシカゴでの科学博物館設立に興味を持っており、シアーズ・ローバック社社長で篤志家のジュリアス・ローゼンウォルドは他の会員に改装費用300万ドルの寄付を公約した。ローゼンウォルドは結局この計画に500万ドル以上を寄付することとなる。改装工事により、建物の外装は古典様式を保ちつつ石灰岩で仕上げられ、また内装はアルフレッド・ショウ(Alfred P. Shaw)デザインのストリームライン・モダン様式に模様替えされた。
ローゼンウォルドは1926年に美術館の機構を設置。自分の名が美術館の建物に出ないよう主張していたが、最初の数年間は「ローゼンウォルド産業博物館」として知られた。1928年、科学産業博物館に改称。ローゼンウォルドの構想は、彼が1911年に家族と休暇で訪れたミュンヘンのドイツ博物館のような、インタラクティブな博物館を作ることであった。
初代館長は、米国中の調査の結果、ローゼンウォルドの構想を共有するウォルデマー・カエンプフェルト(Waldemar Kaempffert)が理事会によって選任された。ニューヨーク・タイムズ紙の科学部門編集長であったカエンプフェルトは、キュレーターを組織し展示物の編成及び構築を開始した。デザインと準備のために、カエンプフェルトと職員達はミュンヘンのドイツ博物館、ロンドンのサイエンス・ミュージアム、ウィーンの技術博物館(Technisches Museum Wien)を訪問し、この３館がシカゴ科学産業博物館のモデルとなった。またカエンプフェルトはシカゴ大学理学部と緊密な関係を築き、多くの展示奨励金を得ることにも貢献した。しかし展示の目的や中立性、職員のマネジメントについて2代目の理事長と対立するようになったカエンプフェルトは、1931年初めに館長を辞職する。
新しいシカゴ科学産業博物館は、1933年から1940年にかけて、3段階に分けて公開された。最初の開館式典は1933年のシカゴ万国博覧会で行われた。2人の理事長、多くのキュレーターや職員、そして展示物が万博から科学産業博物館に移った。
長年、来訪者は旧メイン・エントランスを通って入館していたが、多くの入場者を捌くには小さかったため、博物館の建物から離れて新しいメイン・エントランスが作られた。パリのルーヴル・ピラミッドのように、メイン・エントランスを通っていったん地下に下りた後、エスカレーターを上がって博物館に入る形となる。

## 主な展示

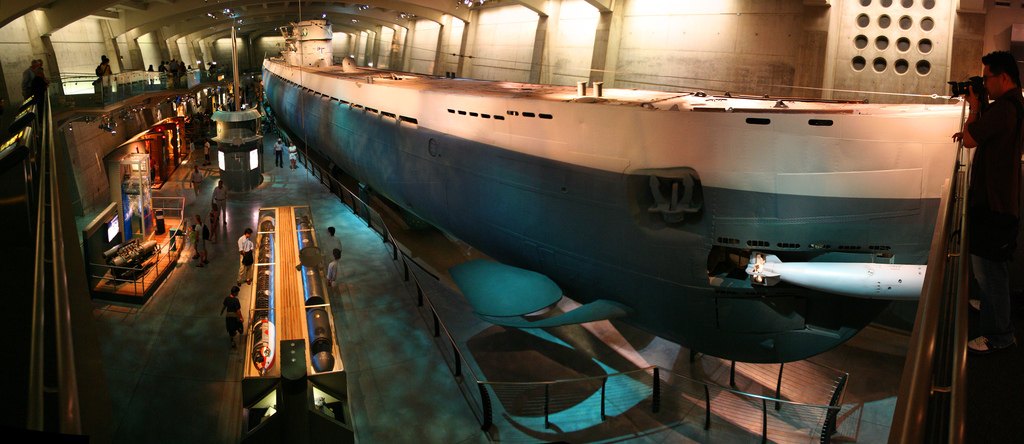
潜水艦U-505

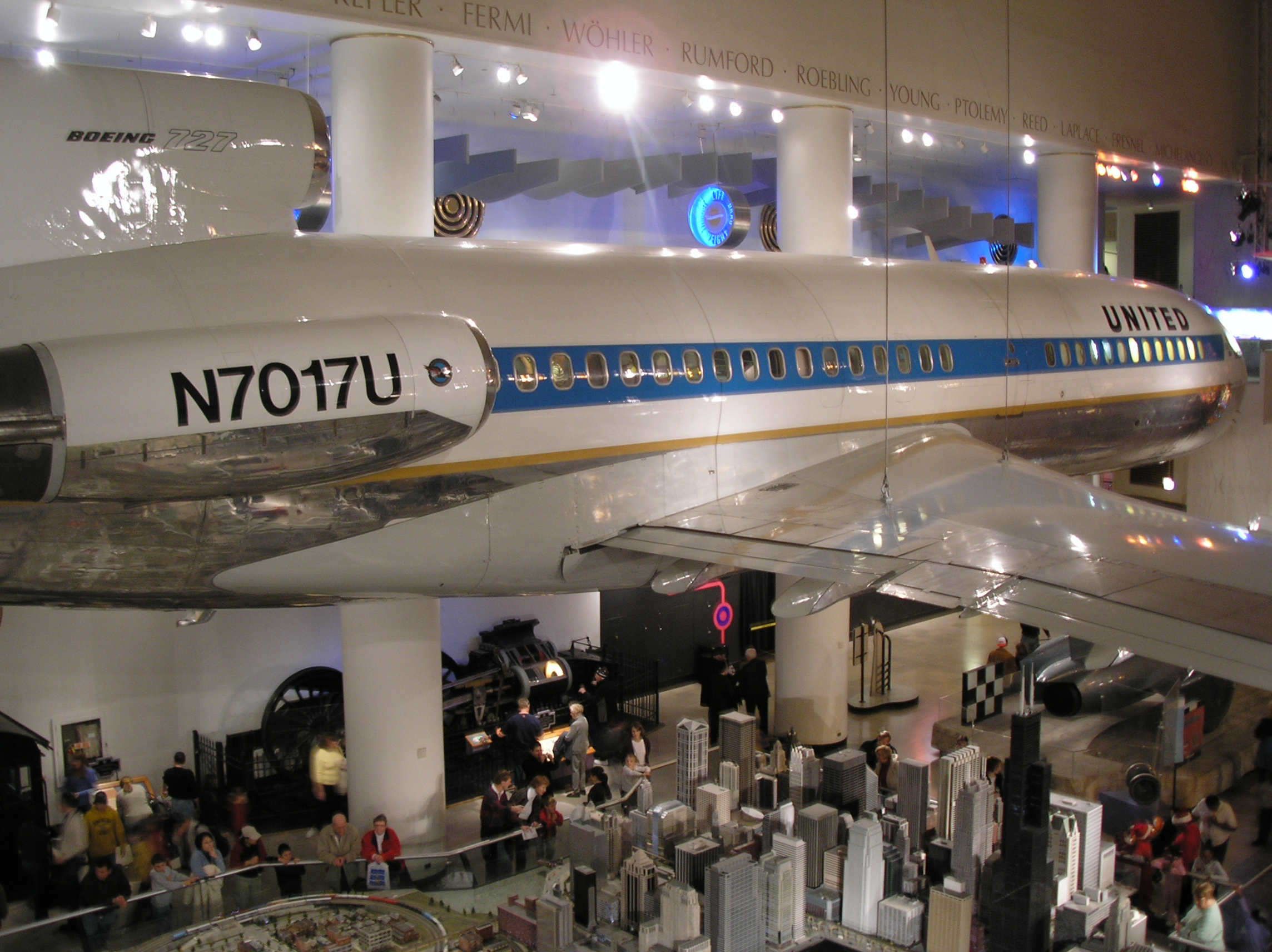
ボーイング727旅客機の展示。下は「グレート・トレイン・ストーリー」

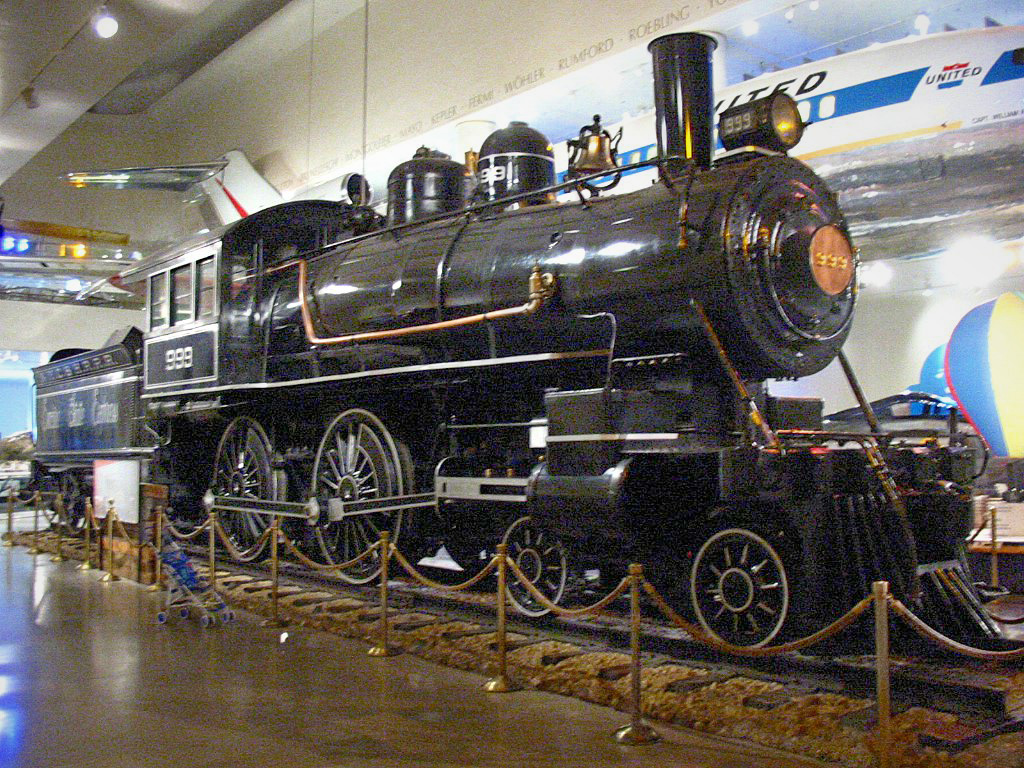
蒸気機関車 999 Empire Express

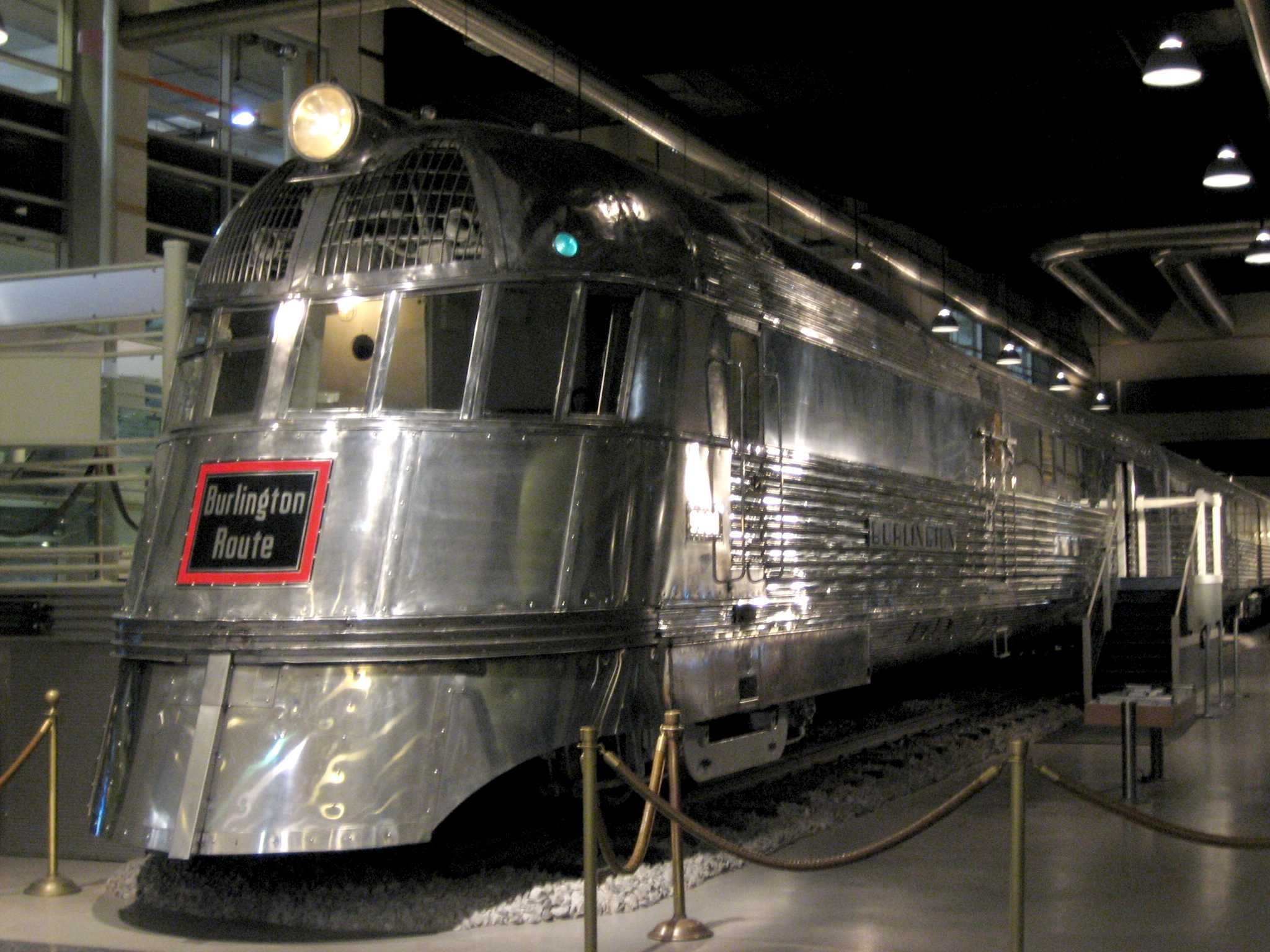
パイオニア・ゼファー

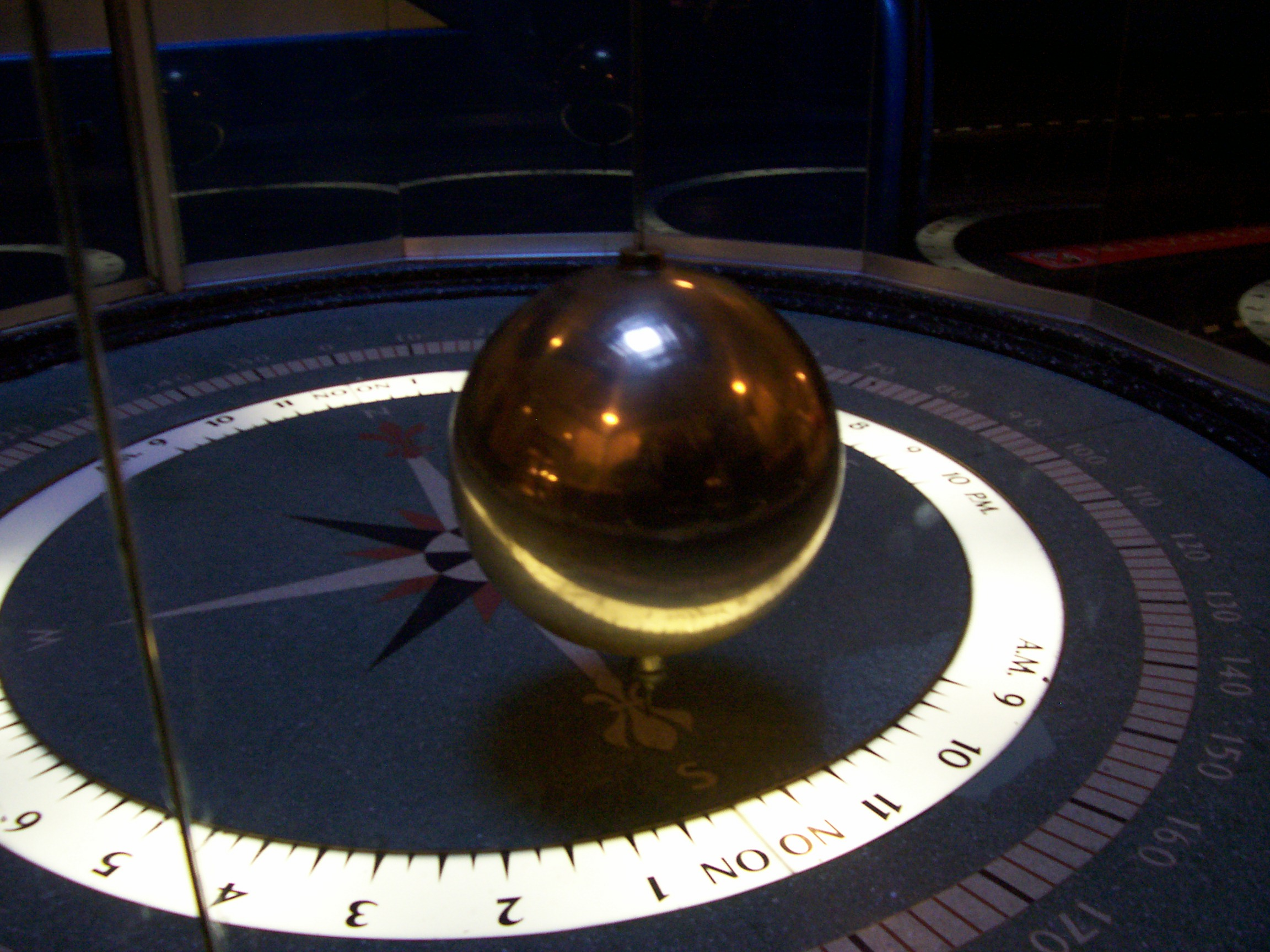
フーコーの振り子

### 常設展示
- 炭鉱 (Coal Mine)

セントラル・パビリオン内に歴青炭鉱が再現され、内部をツアーする。1933年以来続く常設展示。
- 潜水艦U-505 (U-505 Submamrine)

第二次大戦中に拿捕されたドイツの潜水艦「Uボート」IXC型が1954年より展示されている。以前は東館にあったが、2004年からの工事を経て2005年より現在の地下での展示となっている。潜水艦内部を見学できるオンボート・ツアーは別料金のチケット制(大人7ドル、小児6ドル)。
- 交通ギャラリー (Transportatioin Gallery)

ユナイテッド航空から寄贈されたボーイング727旅客機の実物によるサンフランシスコ-シカゴ間のフライトの再現のほか、航空機や蒸気機関車(999 Empire Express)の展示がある。2機の戦闘機Ju87シュトゥーカ(完全体で現存するシュトゥーカ機2機のひとつ)とスーパーマリン スピットファイアはイギリス政府から寄贈されたもの。
- グレート・トレイン・ストーリー (The Great Train Story)

330平米のHOゲージ鉄道模型のジオラマにより、シアトルからシカゴまでの輸送を解説する。高架電車、地下鉄、サウスショアー線、メトラなどシカゴの市内・近郊鉄道も再現されている。
- おとぎの城 (Colleen Moore's Fairy Castle)

サイレント映画の女優にして投資家だったコリーン・ムーアにより寄贈。
- 銀色の稲妻パイオニア・ゼファー号 (All Aboard the Sliver Streak: Pioneer Zephyr)

世界初のステンレス製流線型ディーゼル式旅客列車パイオニア・ゼファーを入口近くのグレートホール内に展示。20分のガイド・ツアーで車内を見学できる。
- ネイビー:海でのテクノロジー (Navy: Technology at Sea)

アメリカ海軍の軍艦を展示。F-35C戦闘機のフライトシミュレーターもある。
- 遺伝学とひよこハッチェリー (Genetics and the Baby Chick Hatchery)

遺伝学がヒトと動物の発展にいかに影響するかをインタラクティブに学べる。ひよこの孵化の様子を観察できるハッチェリーもある。
- トイメーカー3000 (ToyMaker 3000: An Adventure in Automation)

おもちゃ工場で入場客が製品をオーダーし、生産ラインでの作成工程を見学するインタラクティブな展示。またファブ・ラブ(Fab Lab)では自由な研究室としてインタラクティブな活動が行われる。
- ヘンリー・クラウン・スペース・センター (Henry Crown Space Center)

初めて月を周回したアポロ8号宇宙船を展示。他にオムニマックスシアターやマーキュリー・アトラス7号宇宙船、月着陸船訓練機、スペースシャトルの実物大模型がある。
- 昨日のメイン・ストリート (Yesterday's main Street)

1910年当時のシカゴの石畳の街並みを実物大で展示。

### 特別展示
- CSI: The Experience
- Robots Like Us
- City of the Future[3]
- Canstruction
- Star Wars: Where Science Meets Imagination
- The Glass Experience
- タイタニック特別展 (Titanic: The Exhibition) - 2000年[4]
- 人体の世界 (Gunther von Hagens' Body Worlds) - 2005年
- レオナルド・ダ・ヴィンチ (Leonardo Da Vinci: Man, Inventor, Genius) - 2006年[5]
- スマート・ホーム (Smart Home: Green + Wired) - 2009年、2010年[6]
- ハリー・ポッター特別展 (Harry Potter: The Exhibition) - 2009年[7]

## その他

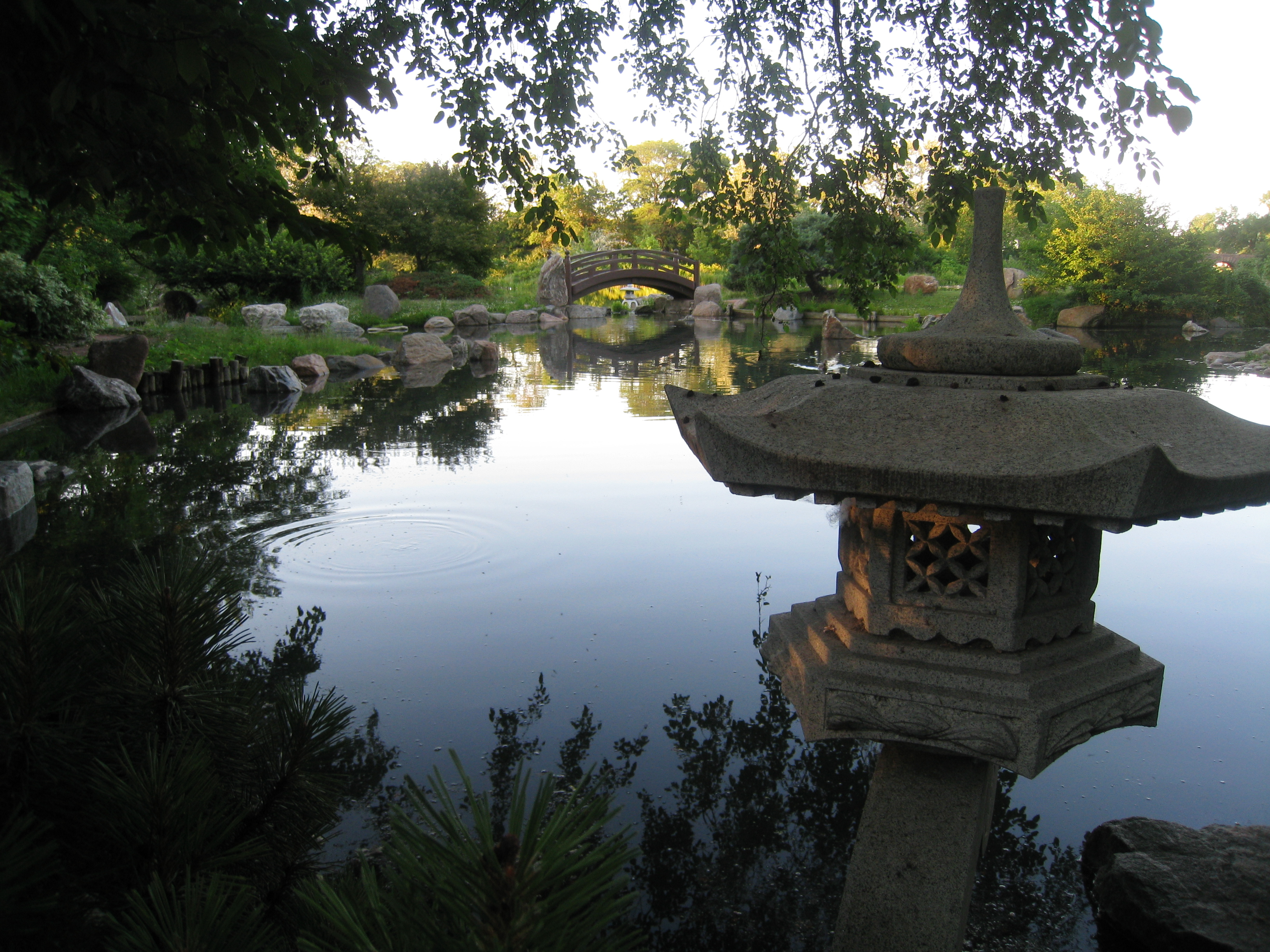
ジャクソン・パーク内「鳳凰庭園」

- 死刑囚から生前に使用の了承を取り、人体を輪切りにした標本の展示がされていたが、2000年代に人種差別的という理由で撤去された。それまではボーイング727やUボート並みの人気展示であった。
- 映画「オーメン2/ダミアン」(1978年)、「フラットライナーズ」(1990年)、「チェーン・リアクション」(1996年)の撮影が行われた。
- 向かいの側の池の中州（Wooded Island）は、同じく1893年のシカゴ万博に参加した日本館があった場所で、改装されていはいるが日本庭園が残されている。この庭園はシカゴの姉妹都市である大阪市が1993年に姉妹都市締結20周年事業として25万ドルを投じて修復されたのを機に「大阪ガーデン」(Osaka Garden)と命名された[8] が、2014年に「The Garden of the Phoenix（鳳凰庭園）」と改名された[9]。